# Современные мифы
Современные мифы — культурные явления, обладающие мифологической природой, но зародившиеся и существующие в культуре научно-рационального общества. Явление современного мифа соотносится с процессами ремифологизации как стратегией толкования мифа, как значимого, автономного, ценного опыта и универсального культурного принципа.
В современном мире мифы десакрализированы и присутствуют в «подсознании» общества, но во многих аспектах продолжают определять его существование и современную картину мира, представляя собой неотрефлексированные схемы восприятия и поведения. К мифологическому мышлению обращаются реклама и идеология. Мифы остаются универсальным языком искусства и силой, интегрирующей, сплачивающей общество, формируя, в частности, национальное самосознание.

## Общая характеристика
Современная мифология и мифотворчество рассматривались многими исследователями: Е. М. Мелетинский, В. М. Найдыш, Курт Хюбнер, К. А. Богданов, С. Ю. Неклюдов, Н. Г. Брагина, Ю. Ж. Шайгородский и др.
В традиционном понимании миф связывается с архаичной формой культуры, древней устной традицией. Однако, согласно научным исследованиям, миф, являясь неотъемлемой частью культуры, продолжает существовать и развиваться в современном мире, принимая новые формы. Миф не исчез, а модифицировался, приспособившись к новым реалиям, занял ниши, где он способен существовать и выполнять свои функции.
Румынский философ, религиовед и этнограф Мирча Элиаде отмечал, что в современной культуре мифологические мотивы присутствуют не только в искусстве и других произведениях фантазии, но также широко распространены в быту, политической среде и идеологии, они заполняют любые разрывы в тонкой оболочке рационального сознания. Немецкий философ и постструктуралист Ханс Блюменберг писал о неустранимости элементов мифа в картине мира человека, что связано с принципиальной метафоричностью мышления и существованием «абсолютных метафор», непереводимых на какой-либо неметафорический язык. Согласно концепции немецкого философа Курта Хюбнера, проблема «истины» мифа, который продолжает существовать в современном мире в сферах искусства и религии, раскрывается через анализ его специфической рациональности — эмпирической и семантической интерсубъективности, вступающей в конфронтацию с рациональностью новоевропейской науки. Советский и российский филолог и фольклорист Е. М. Мелетинский также писал, что ряд черт мифологического мышления сохраняется в массовом сознании, политических, идеологических системах и художественной поэтической фантазии. К числу этих элементов относятся конкретно-чувственное и персональное выражение абстракций, символизм, идеализация «раннего» времени как «золотого века», поиски смысла и целесообразной направленности всего происходящего и др. По выражению советского и российского филолога и фольклориста С. Ю. Неклюдова, «по идущим из глубины веков архаическим моделям в современной политике и идеологии воссоздаются старые мифы в новых социальных и национальных оболочках». Современная мифология часто основана на архетипных семантических моделях, таких как «золотой век», «апокалипсис», «мировое зло», «рай на земле», «вечная молодость» и др. Современные мифы в целом соответствуют общему пониманию мифа как типа знания, базирующегося не на рациональных доказательствах, а на вере и убеждениях, предписанных культурной традицией, религиозной или идеологической системой. Как и традиционные, современные мифы имеют особую логическую структуру, отличную от рационального мышления: не соблюдается закон исключенного третьего, суть подменяется происхождением, событиям приписывается обязательная целенаправленность, соседство во времени принимается за причинно-следственную связь и др. Как и в историческом прошлом, миф продолжает участвовать почти во всех сферах духовной деятельности человека. Сходство традиционной и современной мифологии объясняется в первую очередь универсальностью психофизиологических механизмов, порождающих архетипические структуры, лежащие в основе мифов.
В то же время, по мнению Неклюдова, информационная (коммуникационная) революция облегчила манипулирование массовым сознанием и обеднила символический состав мифологических представлений. На место разнообразия культурной символики приходят политические мифы и мифы массовой культуры. Кроме того, современная мифология, в отличие от традиционной, не образует целостной мифологической картины мира.

Если на раннем этапе развития мифологии, этапе архаической мифологии, миф господствует в объяснительной и социально-регулятивной сфере, то на этапе существования развитых религиозных систем (буддизма, иудаизма, христианства, ислама и др.), также содержащих мифологические компоненты, миф несколько оттесняется со своих позиций религиозной идеологией, а в культуре Нового времени и современности его оттесняет также светская идеология и наука. Исторически миф выступал как первичная модель всякой идеологии и синкретический источник различных видов культуры — литературы, искусства, религии, философии и даже науки. Дифференциация первоначального ритуальномифологического синкретизма культуры (в частности, по мере развития философии и науки) влечёт за собой частичную демифологизацию общественного сознания, но эта демифологизация не может быть полной, она всегда относительна. Периодически её сменяет ремифологизация, что, в частности, происходит в новейшее время. XX век был отмечен одновременно бурным развитием технической мысли и разочарованием в рационалистической философии, эволюционизме и «просветительских» упованиях. Согласно Мелетинскому, одна из причин «неустранимости» мифа заключается в том, что вопреки позитивистам XIX века, наука не способна полностью вытеснить мифологию, поскольку не разрешает метафизические проблемы, такие как смысл жизни, цель истории и т. п., в то время как мифология претендует на их разрешение, создаёт видимость разрешения, в частности стремится объяснить трудно разрешимые проблемы через более разрешимое и понятное. Миф обеспечивает «уютное» чувство гармонии с обществом и космосом. Так, крах советской мифологической системы не привёл к демифологизации общественного сознания, а, напротив, стал сильным стимулом нового мифотворчества, которому способствовали такие политические и общественные проблемы, как усиливающееся социальное неравенство, межэтнические конфликты, локальные войны, террористические акты, разочарование в глобальных ценностях, общее состояние общественного сознания, лишённого ясных ориентиров, и др. Мифологизированность современного российского общества рассматривается как компенсация, иррациональный ответ на иррациональность.
Современная мифология не идентична архаической, поскольку она существует рядом с развивающимся позитивным знанием, из которого может черпать материал для построения образов и аргументов. Миф часто прибегает к квазинаучным доказательствам своей истинности. Например, мотивы прорыва демонических сил в упорядоченный космос формируют концепцию политического заговора «сил мирового зла». Сообществом «подлинно человеческим» оказывается свое национальное, в то время как противостоящие им силы, коварные иностранцы, иноверцы или инородцы воспринимаются как своего рода античеловеческое начало.
Содержание коллективных представлений меняется в зависимости от культурно-исторических обстоятельств, но их структура сохраняет относительное постоянство. Культурная, художественная и идеологическая практики, включая позитивно-рациональные области (политику, экономику, медицину и др.), связаны с мифом, поскольку опираются на ценностные ориентиры и на метафоры обобщенных эмпирических наблюдений. По мнению Неклюдова, все это свидетельствует о наличии мифологического компонента в любой культурной традиции, а также позволяет отвергнуть резкое разграничение рационального и мифологического типов знания, во всяком случае для обыденного мышления. Согласно учёному, они составляют двуединство, с попеременным преобладанием одного или другого в разных видах человеческой деятельности и в разные исторические периоды. Причём периодически возникающий в обществе кризис доверия к научному мышлению ведёт к активизации мифологического начала в общественном сознании.

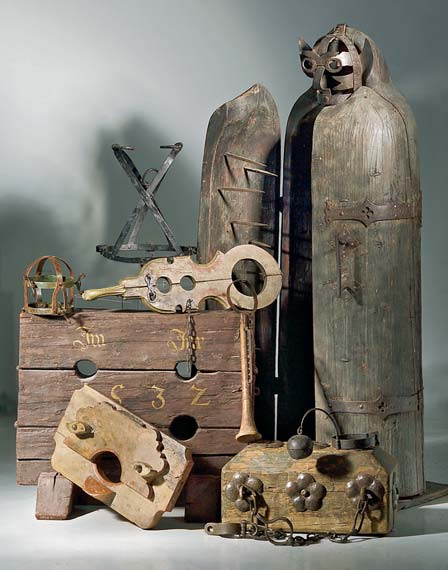
Железная дева (справа), выдаваемая за средневековый инструмент пытки, продукт фантазии XIX века

В исследовании этнографии XX века современность считалась плодотворным полем для мифологизирования. В то же время в работах советского и российского филолога В. П. Руднева и ряда других учёных (С. П. Батраковой, В. Б. Мириманова, Е. М. Мелетинского, А. К. Якимовича) появляется термин неомифологизм, феномен направления модернизма, реализующийся как:
1. творческое заимствование древних мифологических мотивов и сюжетов
2. уподобление художественного языка мифологическому праязыку с его полисемантизмом и ассоциативностью
3. создание собственных (авторских, идеологических) мифологических миров и образов.

Борьба с современным мифотворчеством объединяет науку и традиционные религии. Представители традиционных конфессий часто говорят о повсеместном распространении сект, оккультизма, суеверий и неорелигиозных мифов, которые, по их мнению, ведут к раскольничеству, экстремизму и другим формам социальной нестабильности.
«Язычество», на распространение которого в современном обществе указывают некоторые православные авторы, представляет собой не дальнейшее развитие древних религиозных представлений восточных славян, а является следствием примитивизации массового сознания, диссоциации научной картины мира на отдельные элементы, более не объединённые какой-либо философской идеей. К такому «язычеству» православные авторы относят разнообразные явления, несовместимые с канонами авраамических религий — гороскопы и магические практики, уфологию, поклонение известным брендам и др. Эти верования и представления являются продуктом глобализации и не имеют связи с местными народными верованиями прошлого. Они смыкаются с таким явлением как итсизм, верой в нечто неопределённое.

## Модель мира
Несмотря на отсутствие в современной мифологии целостной мифологической картины мира, ей присущи многие элементы моделирования мира, характерные для традиционной мифологии.
Качественная неоднородность мифологического пространства, выступающая как одно из его главных свойств, наличие в нём сакрального центра и потенциально враждебной периферии, присутствует и в современной мифологии. Пространство здесь также воспринимается как состоящее из фрагментов, различающихся физическими и мистическими качествами, и объясняющимися, например, наличие, отсутствием или разной концентрацией положительной или отрицательной «энергетики» и т. п.
Традиционный миф часто представляет собой рассказ о прошлом, к которому возводится происхождение нынешнего положения вещей — как благоприятных сторон жизни (возникновение культуры, в том числе предметов, текстов и обычаев), так и отрицательных (смерти, болезней, пороков и др.), что подразумевает изначальное совершенство эпохи первотворения, мифического времени, обладавшего высшей ценностью, наибольшей сакральностью. Отсюда проистекают характерные как для традиционной, так и для современной мифологии представления о гармоническом миропорядке прошлого («золотой век» греческой мифологии, «добрые старые времена» обыденного сознания, «благополучная советская эпоха» и т. п.), о его нарушении в настоящем и о всеобщей деградации мира и человека. Этот регресс может закончиться только гибелью мира, идея чего реализуется в эсхатологических мифах. Сюда относятся ожидание Страшного суда, надвигающейся космической катастрофы, тепловой смерти Вселенной, оскудения природных ресурсов, истоньшения озонового слоя. Распространён и образ грядущего царства справедливости: ожидание рая на земле, построения коммунистического общества и т. п.), также соотносимый с изначальной гармоничностью эпохи первотворения. В данном случае возврат к эпохе гармонии находится в рамках представлений о цикличности времени.

## Тексты
Миф почти всегда представляет собой рассказ о событиях и персонажах, которые в данной традиции почитаются священными (мифы о сотворении мира, о потопе, о конце света, о Прометее, о Кришне, о Ленине и т. п.). Подобные повествования, как правило, в той или иной степени сакрализованы. В традиционных обществах разновидностью текста, в котором реализуется миф, являются обычно произведения фольклора. В более развитых культурах мифологическая информация может содержаться в разнообразных текстах, от священных и художественных до научных и публицистических. Одной из существенных особенностей современных мифов заключается в том, что они часто распространяются с помощью СМИ и нередко подаются как достоверная информация.

## Категории
Советский и российский филолог и фольклорист А. Л. Топорков выделяет четыре вида современных мифов:
1. Мифы политической и общественной жизни создаваемые политиками, политическими партиями и СМИ.
2. Религиозные и этнические мифы, связанные с самоидентификацией (прошлое и настоящее православия и России)
3. Мифы, связанные с внерелигиозными верованиями (об НЛО и инопланетянах, снежном человеке и экстрасенсах)
4. Мифы массовой культуры (например, миф о США и американском образе жизни)[19].

Политические мифы являются наиболее распространённой темой исследований по современной мифологии. Французский философ и семиотик Ролан Барт рассматривал современность как привилегированное поле для мифологизирования. По его мнению, из орудия архаического образного мышления миф превращается в инструмент политической демагогии. Мирча Элиаде трактовал социализм в качестве нового эсхатологического мифа. О политических мифах писали также Ж. Сорель, Р. Нибур, Х. Хэтфилд, Дж. Меркус, А. Сови и др.
Советский и украинский политолог и социальный психолог Ю. Ж. Шайгородский определяет политический миф как

целостное, упрощенное, преимущественно иррациональное отражение в индивидуальном и массовом сознании политической реальности и основных общественных ценностей, своеобразный символический способ их интерпретации, моделирование мира и социальной жизни; инструмент реализации конкретных политических задач — борьбы за власть, её легитимации, утверждение новой политической идеологии и тому подобное; интегрированная форма мифологического и политического сознания; особый вид мифа, сохраняющий в коллективной памяти народа его социальный опыт, императивы духовно-нравственного измерения политических процессов.
При создании идеологических текстов, при агитации, политических дебатах, создании любого идеологизированного информационного пространства используются метафорические образы, связанные с архетипами массового сознания и универсальными мотивами, языковые, сценические, технические и иные средства, затрагивающие эмоционально-чувственную сторону сознания: образы «золотого века», «конца света», «великой расы», «вечной справедливости», эпических героев, спасителей, благодетелей и др. (PR-мифологемы). Система образов навязывается адресату благодаря воздействию на глубинные структуры мифологического сознания. Политические мифы в сочетании с рядом других могут порождать комплексные мифологические системы (см. ниже).
Существует также явление, названное С. Ю. Неклюдовым агитлегендой, разновидность городской легенды, распространяемой властными институтами с целью достижения мобилизации общества. В случаях, когда агитлегенда соответствует тревогам общества, после её введения по каналам СМИ она начинает циркулировать независимо от усилий властных институтов, обрастает импровизированными подробностями и постепенно передаваясь по горизонтальным коммуникационным каналам становится фольклорным текстом.
Маркетинговые мифы близки к политическим. С помощью архетипности дискурсивно воспроизводимых образов они манипулируют сознанием покупателя, склоняя его к приобретению определённых товаров и услуг. Маркетинговые мифы могут содержать рекламу, а также так называемые дизайнерские тексты.
Тесно связанными и пересекающимися являются мистические и псевдонаучные мифы. Рост мистицизма в обществе, как правило, происходит в периоды экономической нестабильности и культурного кризиса. Примерами могут служить расцвет мистических школ накануне распада Римской империи и мода на спиритизм и теософию в России в начале XX века. В конце XX — начале XXI века, по словам В. М. Найдыша, «массовое сознание ремифологизируется… когда происходит всплеск интереса к мистицизму, расцвет квазинаучного мифотворчества, паракультурных форм сознания оккультизма, магии, астрологии; когда бегство от материализма к мистике от науки к мифу стало модой для отечественного и зарубежного безбрежного скептицизма». Мифы этой категории зачастую оппозиционны по отношению к научному знанию и научной среде, их сторонники рассматривают свои идеи в качестве особой высшей формы познания, по их мнению, способной в ближайшее время заменить «традиционные» научные системы экспериментального и теоретического поиска. Причём в современных условиях релятивизма и плюрализма наука лишена возможности поставить социальный барьер для псевдонаучной мифологии.
С предыдущей категорией связана бытовая мифология: магия (гадалки, целители), бытовая магия, включая веру в приметы, астрология, городские легенды, современный фольклор, как воспроизводящий, так и подпитывающий внерелигиозные верования.
Массовое сознание содержит константы «покой», «порядок» и «справедливость», образующие систему ценностей, которой обусловлен бытовой консерватизм. Массовое сознание обращается к прошлому как к идеалу, поскольку оно кажется уже застывшим и неизменным.
Даже не образуя комплексных мировоззренческих систем, мифы часто существуют в комплексном виде, когда мифы разных категорий образуют различные сочетания и связи друг с другом. Политические мифы часто сочетаются с мифами массового сознания. Примером могут служить распространённые во многих современных странах идеализированные представления о западном мире, которые представляют собой реализацию мифологической модели, известной по утопическим легендам о далеких или запредельных землях (например, острова блаженных), где грядущее блаженство предстоит уже осуществлённым, перенесенной из временной плоскости в пространственную. Так, западническая идея о необходимости для России следовать западным путём, «как все цивилизованные народы», также может рассматриваться в качестве одной из мифологических моделей, разновидности мифа о «светлом будущем», поскольку, по мнению сторонников мифологичности этой идеи, страна не обладает необходимыми экономическими и социальными предпосылками для реализации западной модели. Другой комплексный российский миф — миф о добром царе, устроителе народной жизни. После революции образ правителя демократизировался. Он стал прост и доступен, окружён соратниками. Но уже через несколько лет Сталиным был создан образ «Хозяина», напоминающего фигуры Петра I и Ивана Грозного, окруженного «исполнителями». При Хрущёве образ власти вырождается, а при Брежневе миф спускается до анекдота. На постсоветском пространстве возвращение к старой культуре после отказа от советской идеологии приняло как религиозно-церковные, так и прямо мифологические формы, возникли различные сочетания мифов. Происходит идеализация дореволюционного «раннего» времени как «золотого века», распространение иррациональных верований, суеверий и мифов (колдуны, привидения, инопланетяне, снежные люди, экстрасенсы, мистическое знание всех наук в «Ригведе», мистическая информация в структуре египетских пирамид, астрология, и др.). Большое распространение в России имеют мифы о заговоре против России, в частности «теория жидомасонского заговора», «всемирного заговора геев», зомбирования через телевидение, вторжения инопланетян, теория о силах, которые хотят остановить историю (США, ислам) и др.

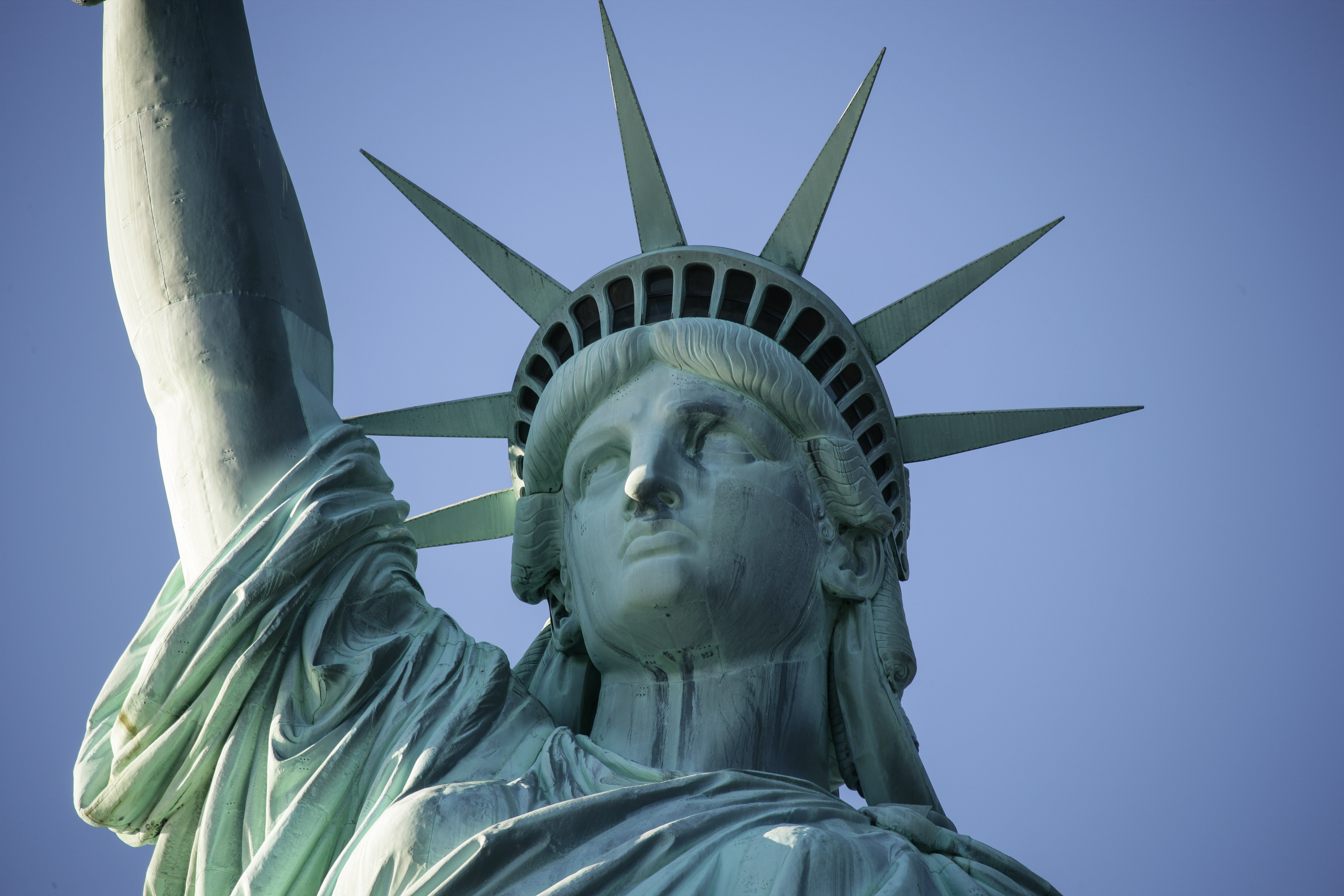
Статуя Свободы, один из символов американской мечты
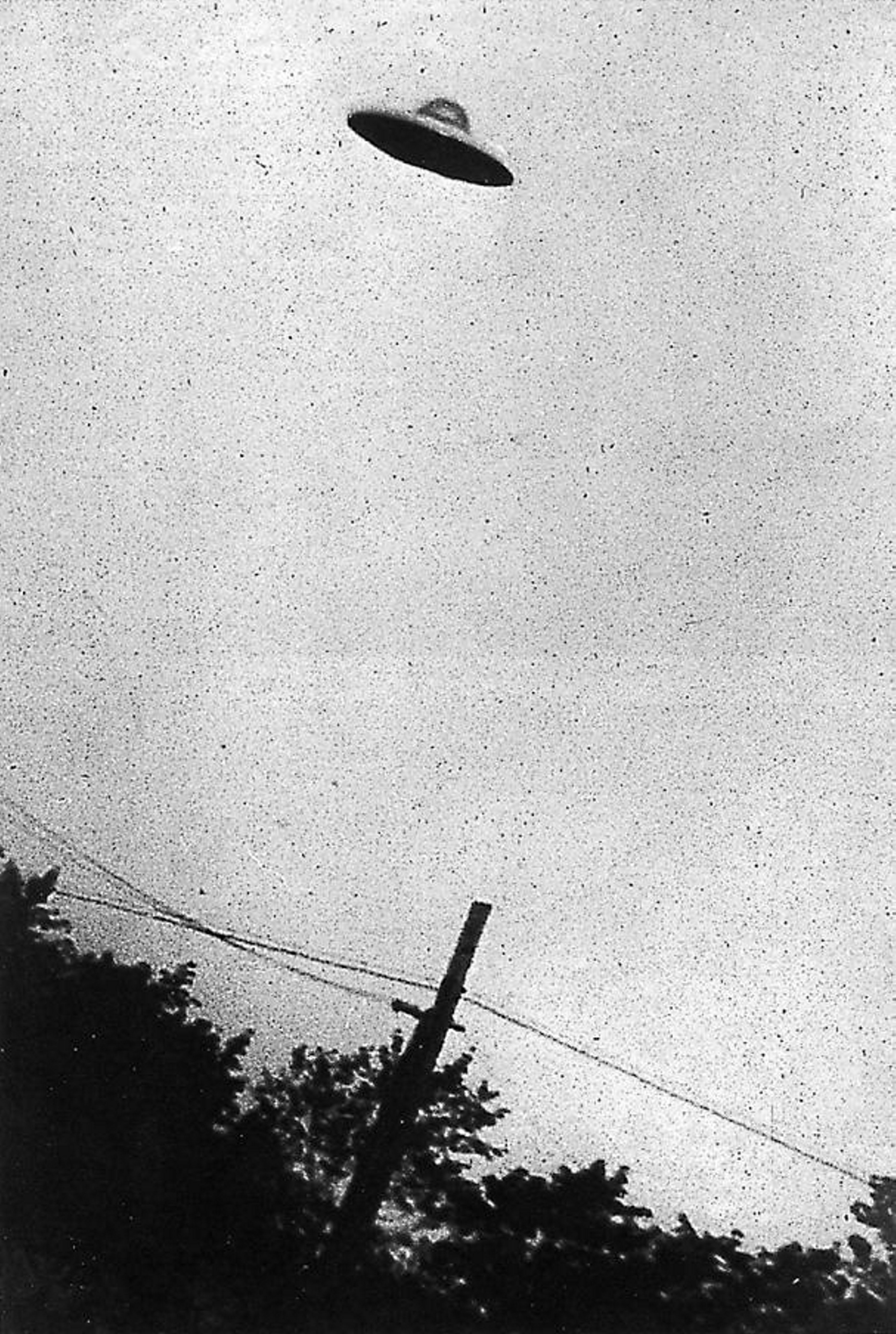
Неопознанный летающий объект
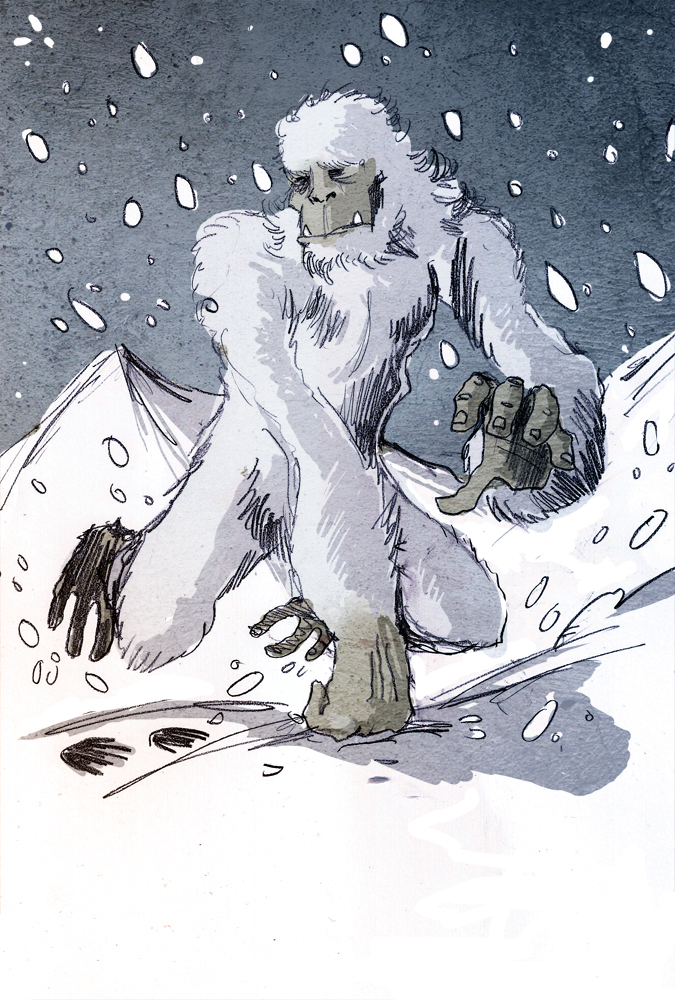
Художественное изображение йети (Филипп Семериа)
Гороскоп
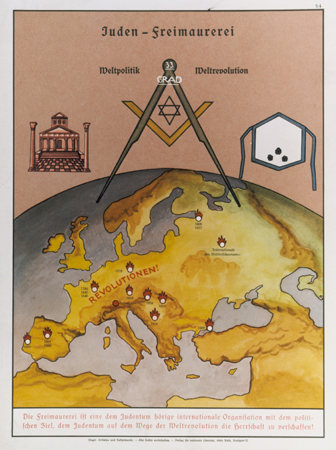
Антимасонский и антисемитский агитационный плакат из серии «Теория наследственности и расовая гигиена», Штутгарт, около 1935 года

## Мифологические системы
Несмотря на отсутствие в современном обществе целостной мифологической картины мира, при определённых условиях в нём могут возникать и развиваться целые мифологические системы, соединяющие мифы разных категорий в некоторое подобие мифологической картины.
По мнению Е. М. Мелетинского и А. В. Чернышова, советская идеология во многих своих аспектах также характеризуется как религиозно-мифологическая. С. Ю. Неклюдов писал, что советская мифология имеет свои «священную историю», «кануны» и предтеч (революционные демократы XIX века), демиургов, пророков, подвижников, мучеников, ритуалы и обрядовый календарь. В рамках универсальной схемы космогенеза акт творения нового мира (Октябрьская революция) сменяется его очищением от демонических сил («продолжение классовой борьбы»). По мнению Е. М. Мелетинского, «раннее» время, подготовка и проведение революции, представлялось в качестве «космизации» (мифологического упорядочивания) «дореволюционного хаоса» в центре мифологического мира. На его мифологической периферии — в других странах, сохранялся «капиталистический хаос». Культурными героями являются Ленин и Сталин. Сталин — не просто продолжатель дела Ленина, а его как бы перевоплощение («Сталин — это Ленин сегодня»). Революционные праздники и ритуализированные партийные съезды как бы воспроизводили и укрепляли «раннее» время в настоящем, как праздники традиционной культуры воспроизводят и укрепляют космический порядок, созданный в мифическое время. Ленин — всеобщий «дедушка», что близко к обозначению сакрального предка в архаичной мифологии (при этом Сталин — всегда только «отец»). Коммунистический атеизм трансформировался в своеобразную религию, компартии — в церковь, оппозиции — в еретические движения.
В рамках советско-китайского противостояния Китай, в соответствии со своими культурными традициями, также претендовал на роль центра мира, хотя бы только коммунистического.
Другие относительно целостные мифологические системы представляют собой варианты национальной мифологии. Последняя зародилась в Европе на рубеже XVIII—XIX веков и заместила собой религиозную мифологию. Произошёл подъём национального сознания, взаимосвязанный с упадком религиозности. Национальный миф, опираясь на романтическое неоязычество, потеснил религиозный, проник во власть и распространился в обществе. Начавшиеся в этот период исследования национальной мифологии и национальных древностей включали в себя произвольные достраивания реконструируемой системы до некой полноты, ориентированные на освященный традицией образец (как правило, на античную мифологию). Мифологизаторство XIX—XX веков имело большое число проявлений этого процесса в художественной практике, философии, идеологии и политике. К мифологическим моделям обращались писатели-модернисты.

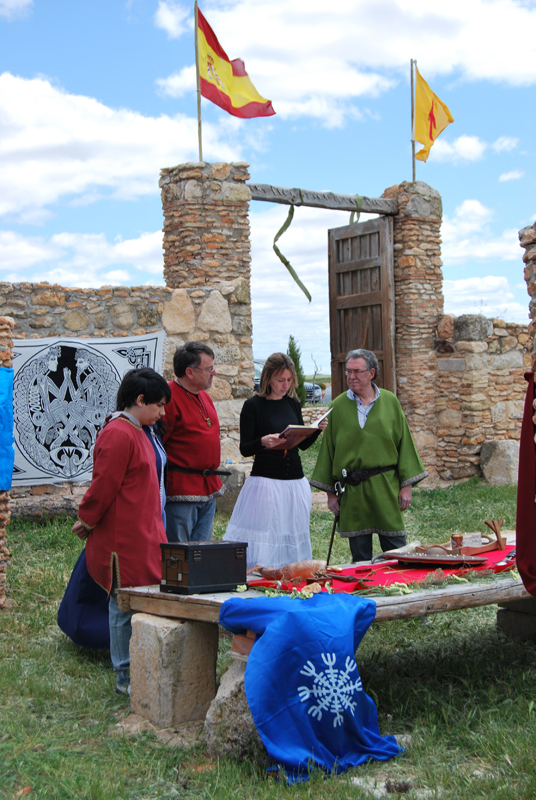
Свадьба в храме одинизма, Испания

Идеологи националистических движений также вольно интерпретируют памятники старины, прибегают к мистификациям («Велесова книга» и др.), создают собственные неоязыческие религиозно-мифологические системы: вотанизм в Германии, диевтуриба в Латвии, ромува в Литве, родноверие в России и других славянских странах и др. Важной составляющей национальной мифологии в рамках ряда направлений национализма и неоязычества является арийский миф, согласно которому древние «арийцы» (вариант: «арии») являлись предками значительной части или всех европеоидов, носителями древней высокоразвитой культуры и просветителями всего древнего человечества. Эти «арийцы» напрямую связываются с этносом сторонников данного варианта арийского мифа (с немцами у германских нацистов, с русскими или украинцами у русских или украинских неонацистов и неоязычников), что, по мнению последних, определяет расовое или культурное превосходство этих этносов над другими, особую национально-мессианскую роль данного народа или, по крайней мере, его исторический приоритет над другими.
Историк и религиовед Р. В. Шиженский на примере русского неоязычества отмечает попытки родноверов мифологизировать и ремифологизировать историю в ущерб последней. Учёный пишет об отсутствии первичных письменных источников по славянскому язычеству, что не позволяет реконструировать весь спектр этих традиций. Неоязыческая элита не имеет возможности и часто умышленно не желает изучать сохранившиеся реликты и фактически стремится сконструировать собственные теоретические основы нового вероучения. «Обрядово-мифологический багаж» русского неоязычества по ряду причин, в первую очередь его искусственности, не является монолитным. Основополагающая роль в неоязыческом мифотворчеству принадлежит неоязыческому автору, обычно харизматическому лидеру, который опирается лишь на собственные идеологические, политические и религиозные цели и предпочтения. Однако, несмотря на разнообразие, неоязыческие мифы описываются общим определением: относительно устойчивые стереотипы массового сознания, которые обусловлены недостаточным уровнем информированности и высокой степенью доверчивости; пропагандистское и общественное клише, участвующее в целенаправленном формировании общественного сознания
В современной идеологии по архаическим моделям воссоздаются старые мифы в новых социальных и национальных оболочках. Здесь встречаются идущая снизу спонтанная мифология, включающая комплексы национального самоощущения (исключительности или ущемленности) и «искусственная» мифология, конструируемая с идеологическими целями внутри отдельных интеллектуальных или властных групп.
В конце XX века распад советского «классового» мифа в привёл к выдвижению национального мифа на постсоветском пространстве. Причём присвоение мифа произошло без радикальной смены символов, эмблематики и идеологических клише. Центральные персонажи и атрибуты советской мифологии встроились в новую идеологическую систему. Смысловые подстановки и замещения соединили, например, «воинов-интернационалистов» с выполнением ими в Афганистане «своего патриотического долга». В России и монархисты, и либералы считают, что их взгляды вполне соответствуют русской идее.

## Значение
Согласно культурно-антропологическим и структурно-семиотическим исследованиям преимущественно послевоенного времени, важную роль играет не только объяснительная, но и регулятивная функция мифа. Миф является одним из важнейших механизмов организации социальной, хозяйственной и культурной жизни. Он удовлетворяет потребность человека в целостном знании о мире, организует и регламентирует общественную жизнь — причём на ранних этапах истории — полностью, а на более поздних — выступая совместно с идеологией, наукой и искусством. Познание не является главной целью мифа. Основная цель заключается в поддержании гармонии личного, общественного, природного, поддержка и контроль социального и космического порядка, на что также направлены ритуалы — часть единого ритуальномифологического комплекса. Познавательный пафос подчинен этой гармонизирующей и упорядочивающей цели. В мифе преобладает пафос преодоления хаоса в космос и защиты космоса от сохранившихся сил хаоса. Мифология гармонизирует представления об окружающем мире и месте в нём человека.
Современные мифы служат не для разрешения и изживания противоречий, а их для «натурализации» и оправдания. Ролан Барт считал, что миф не оставляет ни одной щели, дающей доступ к «настоящей» действительности.
В эссе 1987 года археолог Уильям Х. Стибинг-младший высказал мнение, что «альтернативная археология» (псевдоархеология) «функционирует так же, как миф в примитивных культурах. Она разрешает психологические дилеммы и предоставляет ответы в сфере неизвестного или непознаваемого». «Сильная эмоциональная привязанность», которую некоторые люди испытывают к таким объяснениям, кажется, напрямую связана с «ненаучным, квазирелигиозным, неофициальным характером этих теорий». Конфликт археологии и псевдоархеологии является частью давнего спора между наукой и религией. В целом «альтернативная археология» и креационизм стремятся создать картину прошлого, которая была бы более мирной и более ценностной, чем та, которую раскрывает «материалистическая» наука.

## В художественной литературе

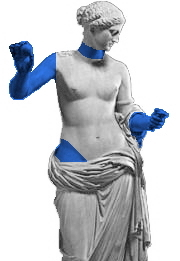
Венера Арлезианская, в XVII веке отреставрированная Франсуа Жирардоном. При раскопках её рук найдено так и не было. Чтобы сделать статую более похожей на Венеру, скульптор вложил ей в левую руку зеркало, в правую — яблоко.

Наступление в искусстве эры модернизма отмечено процессами ремифологизации — возрождения интереса к мифологии. Авторы используют мифологические мотивы и сюжеты для структурирования художественного пространства произведения. Причём в роли мифа зачастую выступают не только библейские и античные мифы но и историко-культурная реальность предшествующих лет, бытовая мифология, художественные тексты прошлого. Таким образом, стираются границы определения мифа. К примеру, по мнению Ролана Барта, «мифом может стать все что угодно».
В рамках ритуально-мифологической критики (направления в литературоведении) миф и связанные с ним ритуалы рассматриваются как основные структуро- и жанрообразующие элементы словесности, причём от древнейших её форм до современных. Интерпретация мифа и ритуала в качестве особых форм проявления бессознательного позволяет трактовать миф как универсальную глубинную основу не только любого литературного произведения, но и творческого воображения в целом.